# Weisweil
Weisweil är en kommun och ort i Landkreis Emmendingen i regionen Südlicher Oberrhein i Regierungsbezirk Freiburg i förbundslandet Baden-Württemberg i Tyskland.
Kommunen ingår i kommunalförbundet Kenzingen-Herbolzheim tillsammans med städerna Herbolzheim och Kenzingen och kommunen Rheinhausen.